# 1228
| 1228               |
| ------------------ |
| Dødsfald - Fødsler |
|                    |

| Gregoriansk kalender | 1228 MCCXXVIII          |
| Ab urbe condita      | 1981                    |
| Armensk kalender     | 677 ԹՎ ՈՀԷ              |
| Kinesiske kalender   | 3924 – 3925 丁亥 – 戊子 |
| Etiopisk kalender    | 1220 – 1221             |
| Jødisk kalender      | 4988 – 4989             |
| Hindukalendere       |                         |
| - Vikram Samvat      | 1283 – 1284             |
| - Shaka Samvat       | 1150 – 1151             |
| - Kali Yuga          | 4329 – 4330             |
| Iransk kalender      | 606 – 607               |
| Islamisk kalender    | 625 – 626               |

Regent i Danmark: Valdemar Sejr 1202-1241, medkonge fra 1232 Erik Plovpenning
Se også 1228 (tal)

## Begivenheder
- Frederik 2., der allerede er kejser af det tysk-romerske rige, krones til konge af Jerusalem.
- 16. juli – Frans af Assisi helgenkåres
- 7. september - den tyske kejser Frederik 2. ankommer til Acre i Israel, hvor han påbegynder det 6. korstog

## Dødsfald
- Anders Sunesen